# Workin' Day and Night
«Workin' Day and Night» (en español: Trabajando día y noche) es una canción del artista estadounidense Michael Jackson. Es la tercera pista de su quinto álbum de estudio, Off the Wall publicado en agosto de 1979. Fue escrita y producida por Jackson. 

## Antecedentes
“Workin' Day and Night” no fue lanzada como sencillo, sino como el lado B para “Rock with You” en los Estados Unidos, y el lado B para “Off the Wall” en el Reino Unido.La canción tiene un tempo de 128 latidos por minuto, por lo que es una de las canciones más rápidas de Jackson.
Fue remezclada y lanzada en el álbum de remezcla/banda sonora, Immortal en 2011.
El productor Timbaland, tomó muestras de percusión y respiraciones de la canción y las probó en la versión de “Love Never Felt So Good” de Jackson a dúo con Justin Timberlake, publicada póstumamente en mayo de 2014.
"Workin' Day and Night" ha sido versionada por varios artistas. Aparece en el videojuego, Michael Jackson: The Experience. 

## Espectáculos en vivo
“Workin' Day and Night” fue interpretada en las últimas dos giras de The Jacksons y dos de las dos primeras giras mundiales de Michael Jackson como artista en solitario.
La canción fue interpretada por el Triumph Tour de The Jacksons en 1981 y el Victory Tour en 1984. En los conciertos en solitario de Michael Jackson, la canción fue presentada en vivo en el Bad World Tour de 1987 a 1989, y las dos primeras etapas del Dangerous World Tour en 1992.
Una versión en vivo, grabada en uno de los conciertos de The Jacksons en el Madison Square Garden de 1981, fue lanzada como una pista para un álbum en vivo The Jacksons Live!. En 2001, la grabación demo original de la canción fue lanzada como una pista adicional en la edición especial ampliada de Off the Wall. El video de actuación en vivo en el Dangerous World Tour de Jackson en Bucarest, Rumanía el 1 de octubre de 1992, fue incluido en el DVD en su caja recopilatoria The Ultimate Collection en 2004, y un concierto en vivo de DVD Live in Bucharest: The Dangerous Tour en 2005. En 2012, una versión en audio y video en vivo de la canción realizada durante el Bad World Tour fue lanzada en la edición de lujo de Bad 25 y el DVD del concierto Live at Wembley July 16, 1988. La canción fue remezclada y lanzada en la banda sonora de Michael Jackson: The Immortal World Tour - Immortal del Cirque du Soleil en 2011.

## Personal
- Escrita y compuesta por Michael Jackson
- Producida por Quincy Jones
- Coproducida por Michael Jackson
- Voces principales y de fondo: Michael Jackson
- Bajo: Louis Johnson
- Tambores: John Robinson
- Guitarra: David Williams y Phil Upchurch
- Piano eléctrico y sintetizador: Greg Phillinganes
- Programación del sintetizador: Michael Boddicker
- Percusión: Paulinho Da Costa, John Robinson y Michael Jackson
- Cuernos arreglados por Jerry Hey y interpretados por The Seawind Horns:
  - Trompeta y fliscorno: Jerry Hey
  - TTenor, saxofón alto y flauta: Larry Williams
  - Barítono, saxofón tenor y flauta: Kim Hutchcroft
  - Trombón: William Reichenbach
  - Trompeta: Gary Grant
- Ritmo y arreglos vocales de Greg Phillinganes y Michael Jackson
- Vocal y arreglos de percusión de Michael Jackson

## Versiones oficiales
- Versión del álbum - 5:14
- Demo original de 1978 - 4:20[11]
- Versión Immortal - 3:36[12]
- En vivo en el Triumph Tour por The Jacksons - 6:53
- Live at Wembley July 16, 1988 del Bad World Tour, disponible en la edición de lujo de Bad 25 - 5:55[13]